# Тюменев, Виктор Николаевич
Виктор Николаевич Тюме́нев (1 июня 1957, Москва — 2 августа 2018, Москва) — советский хоккеист, заслуженный мастер спорта СССР (1982), нападающий.

## Биография
Игрок московских «Крыльев Советов» (1975—1980) и «Спартака» (1980—1990). В чемпионатах СССР провёл 524 матча и забросил 135 шайб.
За сборную СССР провёл 94 матча, в которых забросил 15 шайб.
Играл за ЦСКА в так называемой «Суперсерии 1985/1986» — знаменитой серии матчей ЦСКА с командами НХЛ. По приглашению тренера ЦСКА Виктора Тихонова заменил травмированного Игоря Ларионова и играл, таким образом, в первой тройке нападения ЦСКА вместе с Сергеем Макаровым и Владимиром Крутовым. Замена оказалась вполне достойной — Тюменев сумел удачно вписаться в это трио, провёл пять матчей из шести и сделал пять голевых передач.
В 1989—1991 играл за финский ТПС, затем ещё два сезона провёл в финских командах.
В сезонах 1997/98 и 1998/99 отыграл несколько матчей за ХК ЦСКА и ХК «Крылья Советов» соответственно.
В последнее время Виктор Тюменев тяжело болел и перенёс несколько сложных операций. Скончался на 62-м году вечером 2 августа 2018 года. Похоронен на Митинском кладбище.

## Достижения
- Серебряный призёр чемпионата СССР (1975, 1981, 1982, 1983, 1984)
- Бронзовый призёр чемпионата СССР (1978, 1986)
- Олимпийский чемпион (1984)
- Чемпион мира (1982, 1986, 1990)
- Бронзовый призёр чемпионата мира (1985)
- Чемпион Европы (1982, 1985, 1986)
- Серебряный призёр чемпионата Европы (1990)
- Обладатель Кубка Вызова (1979)

## Награды
Награждён орденом «Знак Почета» (1982).